# Ziekerstraat
De Ziekerstraat (eerder ook wel bekend als de Ziekenstraat) is een straat in het centrum (de "Bovenstad") van de Nederlandse stad Nijmegen. Het is tegenwoordig bijna alleen een winkelstraat.
De Ziekerstraat loopt van de Van Schevichavenstraat tot aan het kruispunt van de Broerstraat en de Molenstraat, en kruist ook de Tweede Walstraat. Tot het bombardement van 22 februari 1944 lag op dit kruispunt  recht tegenover de Ziekerstraat de Zeigelbaan.

## Geschiedenis
Uit archeologische opgravingen is gebleken dat de omgeving van de straat al in de Romeinse tijd bewoond moet zijn geweest.
De oudste bekende vermelding van de straat zelf als Zikerstrate dateert uit 1434. Later wordt de Ziekerstraat ook vermeld als Syckerstraette en Sieckerstraet. De naam zou volgens etymologen (onder wie H.P.M. Teunissen) verwijzen naar het feit dat er vanaf de middeleeuwen in deze straat een leprozenhuis was gevestigd, dat in 1579 is afgebroken. Het eerste deel van de naam betekent in het Nijmeegs van oudsher "zieke personen, zieken". 
In de buurt lag vroeger de Ziekerpoort, die omstreeks 1700 is dichtgemetseld.
De straat zou eerder ook "Mooksestraat" zijn genoemd, omdat ze in de richting van Mook loopt.
De Ziekerstraat ontwikkelde zich vanaf de 19e eeuw tot een van de belangrijke winkelstraten in het centrum. De straat werd in deze tijd verder uitgebreid richting de Oranjesingel. Het nieuwe gedeelte heette in eerste instantie "Verlengde Zieken Straat".
De bekende drogisterij de Papaver was lange tijd gevestigd op de hoek van de Ziekerstraat en Tweede Walstraat.
In de Tweede Wereldoorlog, tijdens het bombardement op de Nijmeegse binnenstad van 22 februari 1944, werd ook de Ziekerstraat zwaar getroffen, hoewel niet alles in deze straat werd verwoest. Veel van de beschadigde panden zijn na de oorlog niettemin afgebroken en vervangen door nieuwbouw. De huidige bebouwing is dus over het algemeen naoorlogs. Het witgoedbedrijf Doorman, dat hier in 1911 begon, is er nog steeds.
Op de nummers 1-1a-3 (een gemeentelijk monument) was tot 1983 Warenhuis Voss gevestigd. Later is hier een bakkerij gekomen.

De straat omstreeks 1925
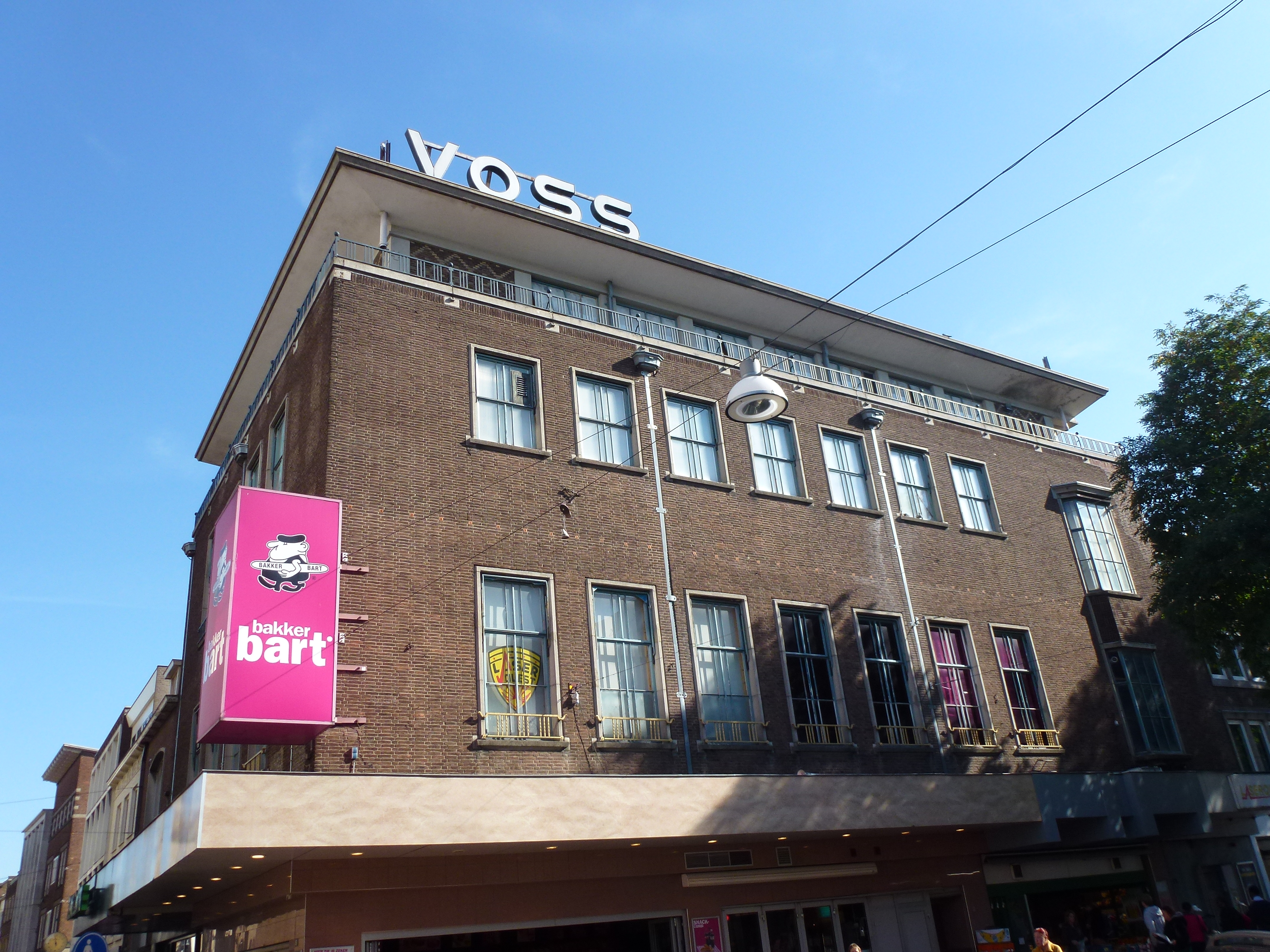
Ziekerstraat 1-1a-3